# Ronit Tirosz
Ronit Tirosz (ur. 8 grudnia 1953 w Tel Awiwie) – izraelska polityk, członek Knesetu z listy partii Kadima.
Ukończyła arabistykę i filozofię na uniwersytecie w Tel Awiwie. Służbę wojskową zakończyła w stopniu sierżanta. Była dyrektorką szkoły nr 9 w Tel Awiwie w latach 1988–1996, potem w latach 1997–2000 przewodniczyła administracji edukacyjnej władz lokalnych w Tel Awiwie, potem pełniła stanowisko dyrektora w ministerstwie edukacji (2003-2006).
Po raz pierwszy weszła do Knesetu w 2006 roku. Była rezerwowym członkiem parlamentarnej komisji spraw zagranicznych i obrony.
Jest mężatką, ma trójkę dzieci.